# Anisophyllea scortechinii
Anisophyllea scortechinii là một loài thực vật có hoa trong họ Anisophylleaceae. Loài này được King mô tả khoa học đầu tiên năm 1897.